# بينغت فورسبرغ
بينغت فورسبرغ (بالسويدية: Bengt Forsberg)‏ هو عازف الأرغن وعازف بيانو سويدي، ولد في 1952.

## وصلات خارجية
- بينغت فورسبرغ على موقع ميوزك برينز (الإنجليزية)
- بينغت فورسبرغ على موقع أول ميوزيك (الإنجليزية)
- بينغت فورسبرغ على موقع ديسكوغز (الإنجليزية)